# Цветелина Симеонова-Заркин
Цветелина Калинова Симеонова-Заркин е български политик от „Продължаваме промяната“. Народен представител в XLVII народно събрание. Тя е преподавател в Лесотехническия университет в София. С научни интереси в областта на управлението на околната среда, устойчивото развитие на туризма и маркетинга. Активен член на мрежата на стипендиантите на Немската федерална фондация за околна среда (Deutsche Bundesstiftung Umwelt – DBU), която е най-голямата екологична фондация в Европа.

## Биография
Цветелина Симеонова е родена на 29 юли 1981 г. в град София, Народна република България.
На парламентарните избори през ноември 2021 г. като кандидат за народен представител е 5-а в листата на „Продължаваме промяната“ за 25 МИР София, откъдето е избрана.